# Candice Miller
Candice S. Miller, född 7 maj 1954 i Detroit, Michigan, är en amerikansk republikansk politiker. Hon representerar delstaten Michigans tionde distrikt i USA:s representanthus sedan 2003.
Miller gick i skola i Lakeshore High School i St. Clair Shores. Hon studerade vid Macomb Community College och Northwood University. Hon var delstatens statssekreterare (Michigan Secretary of State) 1995-2003.
Miller blev invald i representanthuset i kongressvalet 2002. Hon har omvalts tre gånger.
Candice Miller är gift med Don Miller. Paret har ett barn.